# Tefft Johnson
Tefft Johnson, né le 23 septembre 1883 à Washington, District of Columbia (États-Unis), mort le 15 octobre 1956, est un acteur, réalisateur et scénariste américain.

## Filmographie

### Comme acteur
- 1909 : Ethel's Luncheon
- 1909 : The Little Sister
- 1910 : Twelfth Night (en) : Orsino
- 1910 : Saved by the Flag (it)
- 1911 : A Tale of Two Cities
- 1911 : For His Sake; or, The Winning of the Stepchildren (it) : The Husband
- 1911 : Hungry Hearts; or, The Children of Social Favorites (it) : The Husband
- 1911 : The Welcome of the Unwelcome (it) : Mr. King, a Widower
- 1911 : Prejudice of Pierre Marie (it) : Pierre Marie, a Smuggler
- 1911 : A Quaker Mother (it)
- 1911 : Courage of Sorts (it)
- 1911 : The Sky Pilot
- 1911 : The One Hundred Dollar Bill (it)
- 1911 : Billy the Kid (en) : Billy the Kid
- 1911 : In the Arctic Night (it)
- 1911 : Man to Man (it)
- 1911 : My Old Dutch (it)
- 1911 : Foraging (it) : Bob Hutchins
- 1911 : The Child Crusoes (en) de Van Dyke Brooke : The Captain
- 1911 : Beyond the Law
- 1911 : His Sister's Children (en)
- 1911 : The Ninety and Nine (it) : The Father
- 1911 : The Mate of the 'John M' (it) : Captain of the John M
- 1911 : The Missing Will (it)
- 1911 : Captain Barnacle, Diplomat
- 1911 : Madge of the Mountains (it)
- 1911 : Auld Lang Syne (it)
- 1911 : Arbutus (it)
- 1911 : Wisteria Memories (it)
- 1911 : A Slight Mistake (it)
- 1911 : Vanity Fair : Captain Dobbin
- 1911 : Fires of Driftwood (it)
- 1911 : The Younger Brother (it)
- 1911 : Testing His Courage (it)
- 1911 : A Doubly Desired Orphan (it)
- 1912 : A Romance of Wall Street (it)
- 1912 : How Tommy Saved His Father (it) : Tommy's Father
- 1912 : Willie's Sister (it)
- 1912 : Father and Son (it)
- 1912 : Love Finds the Way : The Girl's Father
- 1912 : The Chocolate Revolver : The Little Girl's Father
- 1912 : Cardinal Wolsey
- 1912 : The Seventh Son : Stanton
- 1912 : Captain Jenks' Diplomacy
- 1912 : The Cave Man : Aleric
- 1912 : The Victoria Cross : Col. Carson
- 1912 : Old Love Letters : Edith's Father
- 1912 : The Serpents : Haakon
- 1912 : The Lady of the Lake : Allan-Bane, a Minstrel
- 1912 : On Her Wedding Day : Ethel's Father
- 1912 : Yellow Bird : John Strong
- 1912 : The Light that Failed : Mr. Harding
- 1912 : Lincoln's Gettysburg Address
- 1912 : Fate's Awful Jest : Heinrichs
- 1912 : The Light of St. Bernard : Pierre
- 1912 : The Miracle (en) de Michel-Antoine Carré : The Grand Vizir
- 1912 : The Heart of Esmeralda : le père d'Esmeralda
- 1912 : Written in the Sand
- 1912 : Coronets and Hearts
- 1912 : The Hindoo Curse
- 1912 : As You Like It (en) : An Exiled Duke
- 1912 : The Mills of the Gods : Piche, Miguel's Brother
- 1912 : His Official Appointment : Secretary of State
- 1912 : Una of the Sierras
- 1912 : Darktown Duel
- 1912 : Wild Pat : A Priest
- 1912 : A Leap Year Proposal : Robert Gray, Sr.
- 1912 : A Marriage of Convenience : Mr. Morley, Paul's Father
- 1913 : The Adventures of the Counterfeit Bills
- 1913 : The Little Minister_
- 1913 : When Bobby Forgot
- 1913 : The Old Guard : Colonel Millard
- 1913 : A Heart of the Forest
- 1913 : Put Yourself in Their Place
- 1913 : The Strength of Men : Marie's Father
- 1913 : The Midget's Romance
- 1913 : Captain Mary Brown : The Colonel
- 1913 : Vampire of the Desert : William Corday, the Vampire's Victim
- 1913 : The Still Voice : Lindsay Ferris
- 1913 : Cutey Tries Reporting
- 1913 : Does Advertising Pay?
- 1913 : The Coming of Gretchen
- 1913 : The Lion's Bride : Mr. Johnson
- 1913 : Roughing the Cub
- 1913 : The Line-Up
- 1913 : Playing the Pipers
- 1913 : The Tiger
- 1913 : The Lost Millionaire : Carter
- 1913 : The Race
- 1913 : Luella's Love Story
- 1913 : The Sale of a Heart
- 1913 : A Christmas Story
- 1913 : The Spirit of Christmas
- 1914 : Sonny Jim in Search of a Mother
- 1914 : The Idler
- 1914 : The Hall-Room Rivals
- 1914 : 'Fraid Cat
- 1914 : An Easter Lily
- 1914 : Sonny Jim at the North Pole
- 1914 : His Last Call
- 1914 : Buddy's First Call
- 1914 : The Bear Facts
- 1914 : The Circus and the Boy
- 1914 : The Little Captain
- 1914 : The House On the Hill
- 1914 : The Reward of Thrift
- 1914 : The Heart of Sunny Jim
- 1914 : The Cave Dwellers
- 1914 : A Cause for Thanksgiving
- 1914 : The Knight Before Christmas
- 1915 : Chiefly Concerning Males
- 1915 : Sonny Jim and the Valentine
- 1915 : When a Feller's Nose Is Out of Joint
- 1915 : Sonny Jim at the Mardi Gras
- 1915 : The Battle Cry of Peace
- 1915 : Sonny Jim and the Amusement Company, Ltd.
- 1915 : Sonny Jim and the Great American Game
- 1915 : Sonny Jim and the Family Party
- 1915 : One Plus One Equals One
- 1915 : Sonny Jim's First Love Affair
- 1915 : The Faith of Sonny Jim : Daddy Jim
- 1916 : Betty, the Boy and the Bird
- 1918 : The Panther Woman : Governor of New York
- 1919 : The Love Defender : Dr Meredith
- 1926 : The New Klondike : Col. Dwyer
- 1926 : Striving for Fortune

### Comme réalisateur

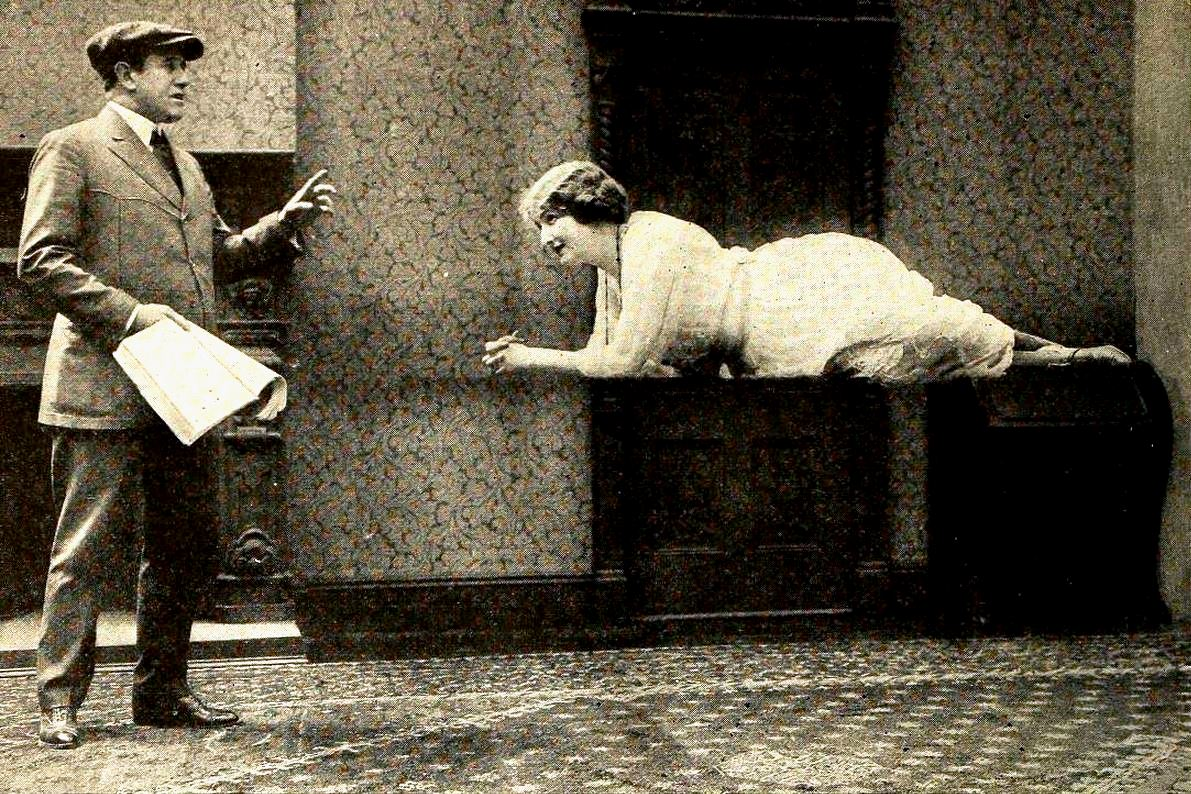
Le réalisateur Tefft Johnson et l'actrice June Elvidge lors d'un tournage en 1919.

- 1911 : For His Sake; or, The Winning of the Stepchildren
- 1912 : Love Finds the Way
- 1913 : A Christmas Story
- 1913 : The Spirit of Christmas
- 1914 : Buddy's Downfall
- 1914 : Marrying Sue
- 1914 : Sonny Jim in Search of a Mother
- 1914 : The Drudge
- 1914 : The Idler
- 1914 : The Hall-Room Rivals
- 1914 : 'Fraid Cat
- 1914 : An Easter Lily
- 1914 : Sonny Jim at the North Pole
- 1914 : His Last Call
- 1914 : Buddy's First Call
- 1914 : The Bear Facts
- 1914 : The Circus and the Boy
- 1914 : The Little Captain
- 1914 : The House On the Hill
- 1914 : The Reward of Thrift
- 1914 : The Heart of Sunny Jim
- 1914 : The Cave Dwellers
- 1914 : A Cause for Thanksgiving
- 1914 : The Locked Door (it)
- 1914 : C.O.D.
- 1914 : The Knight Before Christmas
- 1915 : The Park Honeymooners
- 1915 : Chiefly Concerning Males
- 1915 : Sonny Jim and the Valentine
- 1915 : When a Feller's Nose Is Out of Joint
- 1915 : Sonny Jim at the Mardi Gras
- 1915 : The White and Black Snowball
- 1915 : Sonny Jim and the Amusement Company, Ltd.
- 1915 : The Turn of the Road
- 1915 : Sonny Jim and the Great American Game
- 1915 : Sonny Jim and the Family Party
- 1915 : One Plus One Equals One
- 1915 : Sonny Jim's First Love Affair
- 1915 : The Faith of Sonny Jim
- 1916 : She Left Without Her Trunks
- 1916 : Who Killed Joe Merrion?
- 1916 : Betty, the Boy and the Bird
- 1916 : The Writing on the Wall
- 1917 : Love's Law
- 1918 : The Love Nest
- 1919 : The Love Defender
- 1919 : Love and the Woman
- 1919 : Home Wanted
- 1921 : Wanted, a Girl!